# Damian Ukeje
Damian Ukeje (wym. [damʲan ukɛɖ͡ʐɛ]; ur. 26 sierpnia 1986 w Szczecinie) – polski piosenkarz, autor tekstów i kompozytor pochodzenia nigeryjskiego.

## Kariera
Jego matka jest Polką, a ojciec – Nigeryjczykiem. Karierę rozpoczynał w zespole bluesowym Jerry’s Hole Band. Po udziale w programie Szansa na sukces w 2009 został dostrzeżony przez szczeciński zespół Fat Belly Family, którego został wokalistą. W 2011 jedna z ich piosenek pt. „Rzeczka” znalazła się na płycie Minimax pl 6 Piotra Kaczkowskiego z Programu III Polskiego Radia.
W 2011 zwyciężył w finale pierwszej edycji programu rozrywkowego The Voice of Poland w TVP2. W trakcie finału premierowo wykonał autorski utwór „Nie mamy nic”, a dzięki wygranej podpisał kontrakt z wytwórnią płytową Universal Music Polska. W listopadzie 2012 wydał singiel „Bezkrólewie”. 5 lutego 2013 premierę miał jego debiutancki album studyjny, zatytułowany po prostu Ukeje, z którym dotarł na 44. miejsce na liście najlepiej sprzedających się płyt w Polsce. Został bohaterem filmu dokumentalnego Ukeje (2013) zrealizowanego przez TVP. W lutym 2014 został nominowany do nagrody Fryderyk w kategorii Debiut roku.
30 września 2016 wydał album pt. ỤZỌ, który promował singlami: „Od połowy” (z gościnnym udziałem Sarsy) i „Ja Ikar”. W sierpniu 2018 podczas pierwszej publicznej prezentacji rozgrywki w grze Cyberpunk 2077 zaprezentowany został utwór „Chippin In” fikcyjnego zespołu Samurai, a 24 grudnia 2020 ujawniono, że nagrał go Ukeje.
Od 2019 występuje w projekcie muzycznym „Moje Boskie Buenos”, w którym śpiewa piosenki Kory i zespołu Maanam.

## Dyskografia

### Albumy studyjne
| Rok                                                     | Dane dot. albumu                                                                                  | Najwyższa pozycja na liście |
| Rok                                                     | Dane dot. albumu                                                                                  | POL                         |
| ------------------------------------------------------- | ------------------------------------------------------------------------------------------------- | --------------------------- |
| 2013                                                    | Ukeje - Wydany: 5 lutego 2013 - Wytwórnia: Universal Music Polska - Format: CD, digital download  | 44                          |
| 2016                                                    | ỤZỌ - Wydany: 30 września 2016 - Wytwórnia: Universal Music Polska - Format: CD, digital download | –                           |
| „–” oznacza, że album nie był notowany na danej liście. |                                                                                                   |                             |

### Single
| Rok                                                      | Tytuł                     | Najwyższe pozycje na listach | Najwyższe pozycje na listach | Album |
| Rok                                                      | Tytuł                     | SLiP                         | NRD                          | Album |
| -------------------------------------------------------- | ------------------------- | ---------------------------- | ---------------------------- | ----- |
| 2012                                                     | „Bezkrólewie”             | 43                           | 2                            | Ukeje |
| 2013                                                     | „Zanim odejdę”            | 30                           | 1                            | Ukeje |
| 2013                                                     | „To nie ten świat”        | 19                           | –                            | Ukeje |
| 2013                                                     | „Moja mała Ameryka”       | –                            | –                            | Ukeje |
| 2016                                                     | „Film”                    | 44                           | –                            | ỤZỌ   |
| 2016                                                     | „Niedźwiedź”              | 49                           | –                            | ỤZỌ   |
| 2017                                                     | „Od połowy” (feat. Sarsa) | –                            | –                            | ỤZỌ   |
| 2017                                                     | „Stan nieważkości”        | –                            | –                            | ỤZỌ   |
| 2018                                                     | „Ja Ikar”                 | 20                           | –                            | –     |
| „–” oznacza, że singel nie był notowany na danej liście. |                           |                              |                              |       |